# 英格蘭人口

2011年英格蘭人口密度地圖

英格蘭自1801年以來每十年進行一次人口普查。在此之前由於缺乏資料，對英格蘭人口的估計有很大不同。

## 人口
2011年英格蘭總人口數是53,012,456人
- 男性： 26,069,148
- 女性： 26,943,308
- 總計： 53,012,456[1]
- 總和生育率： 1.97[2]